# Laguna Blanca (Formosa)
Laguna Blanca – miasto w Argentynie, w prowincji Formosa, w departamencie Pilcomayo.
Według danych szacunkowych na rok 2010 miejscowość liczyła 7 411 mieszkańców.